# Baxter (gruppo musicale statunitense)
I Baxter sono stati un gruppo post-hardcore statunitense originario di Chicago e attivo dal 1995 al 1999.

## Formazione
- Tim McIlrath – voce
- Neil Hennessy – chitarra, cori
- J. Wood – basso
- Anthony Fiore – batteria (1995-1997)
- Timothy Remis – batteria (1997-1999)

## Discografia
- 1996 – Troy's Bucket
- 1997 – Lost Voices...
- 1999 – Eastman & Evergreen
- 2003 – .baxter.